# Luis Amado
Luis Amado Tarodo (Madrid, 4 maggio 1976) è un ex giocatore di calcio a 5 spagnolo, campione del mondo nel 2000 e nel 2004, campione europeo nel 2001, 2005, 2007, 2010 e nel 2012 con la Nazionale spagnola.

## Caratteristiche tecniche
Portiere di stazza e dall'eccezionale istinto nel posizionamento, Amado per oltre vent'anni è stato un punto di riferimento per la categoria dei portieri di calcio a 5.

## Carriera

### Club
Cresciuto ad Arganda del Rey, abbandona il karate per iscriversi nella Escuela de Futbol de Arganda dove inizialmente era schierato come centravanti. A 15 anni decide di dedicarsi al calcio a 5 nella El Bilman, per poi passare al J. Rocal ed infine al Ferreteria Madrid in Primera B. Nel 1995 viene tesserato dal Segovia con cui disputa la sua prima annata nel massimo campionato spagnolo. Lo scarso impiego convince la società a cederlo temporaneamente all'Atletico Madrid Leganes con cui disputa la Division de Plata 1996-97. Ritornato a Segovia, viene schierato fin da subito come primo portiere della squadra. Nel triennio seguente vince i primi trofei della carriera: il campionato 1998-99, tre coppe di Spagna tra il 1998 ed il 2000, quattro supercoppe ma soprattutto un European Champions Tournament e una Coppa Intercontinentale entrambe nel 2000. A un anno dalla scadenza del contratto con il Segovia, si interessa a lui l'Inter Fútbol Sala; nel corso della stagione 2001-02 il giocatore si trasferisce nella società madrilena contribuendo allo straordinario ciclo di vittorie della squadra. Con la maglia verde Amado vince otto campionati spagnoli, di cui quattro consecutivi tra il 2002 ed il 2005, sei coppe di Spagna, undici supercoppe, tre Coppe UEFA, cinque Coppe Intercontinentali e due Coppe Iberiche. Ritiratosi nel 2016, tre anni più tardi è stato inserito nel quintetto ideale stilato dalla Liga Nacional de Fútbol Sala per celebrare i trent'anni della propria istituzione.

### Nazionale
Pur essendo in rosa nella nazionale spagnola durante i mondiali del 2000, Amado non scese in campo e non andò nemmeno in panchina nella finale a causa di un infortunio, così come il compagno di squadra e collega Guillermo Martín; per sostituirli fu chiamato d'urgenza Ricardo Jiménez.

## Palmarès

### Club

#### Competizioni nazionali
- Campionato spagnolo: 9
Segovia: 1998-99
Inter: 2001-02, 2002-03, 2003-04, 2004-05, 2007-08, 2013-14, 2014-15, 2015-16
- Coppa di Spagna: 9
Segovia: 1997-98, 1998-99, 1999-00
Inter: 2003-04, 2004-05, 2006-07, 2008-09, 2013-14, 2015-16
- Coppa del Re: 1
Inter: 2014-15

#### Competizioni internazionali
- Coppa UEFA: 3
Inter: 2003-04, 2005-06, 2008-09
- Coppa Intercontinentale: 5
Inter: 2005, 2006, 2007, 2008, 2011

### Nazionale
- Campionato mondiale: 2
2000, 2004
- Campionato d'Europa: 5
2001, 2005, 2007, 2010, 2012